# Eagle River (Michigan)
Eagle River – jednostka osadnicza w USA, w stanie Michigan, na Półwyspie Górnym, administracyjna siedziba władz hrabstwa Keweenaw. W 2010 r. miejscowość zamieszkiwało 71 osób, a w przeciągu dziesięciu lat liczba ludności zmniejszyła się o 6,7%.
Eagle River leży na półwyspie Keweenaw, wrzynającym się od południa w wody Jeziora Górnego. W pobliżu znajduje się latarnia morska.